# George Comings
George Fisher Comings (* 18. März 1849 in Greensboro, Vermont; † 10. Juni 1942 in Whitehall, Wisconsin) war ein US-amerikanischer Politiker. Zwischen 1921 und 1925 war er Vizegouverneur des Bundesstaates Wisconsin.

## Werdegang
George Comings besuchte die öffentlichen Schulen seiner Heimat und die Barre Academy. Im Jahr 1870 zog er mit seiner Familie nach St. Joseph in Michigan, wo er die nächsten 30 Jahre verbrachte. Dort war er im Obstanbau tätig. Seit 1901 lebte er in Eau Claire (Wisconsin), wo er als Milchfarmer und Viehzüchter arbeitete. Zwischen 1909 und 1919 arbeitete er auch für einige Farminstitute. Er machte sich einen Namen als Redner zu landwirtschaftlichen Themen. Vier Jahre lang gehörte er auch dem Landwirtschaftsausschuss seines Staates an. Überdies wirkte er noch in weiteren staatlichen Ausschüssen mit. Politisch war er Mitglied der Republikanischen Partei.
1920 wurde Comings an der Seite von John J. Blaine zum Vizegouverneur von Wisconsin gewählt. Dieses Amt bekleidete er nach einer Wiederwahl zwischen 1921 und 1925. Dabei war er Stellvertreter des Gouverneurs und Vorsitzender des Staatssenats. Im Jahr 1924 unterlag er in den Gouverneursvorwahlen seiner Partei. Seit 1927 arbeitete er für das Landwirtschaftsministerium seines Staates. 1928 erhielt er eine staatliche Verwaltungsstelle (State Human Officer). Dieses Amt behielt er bis 1939, als er mit 90 Jahren in den Ruhestand ging. Er starb am 10. Juni 1942 in Whitehall und wurde in St. Joseph beigesetzt.